# 南非地松鼠
南非地松鼠（Xerus inauris）是齧齒目下的一種松鼠。牠們分佈在博茨瓦納、萊索托、納米比亞、南非及津巴布韋。牠們的棲息地是乾旱的大草原，並熱帶及亞熱帶的灌叢帶。

## 特徵
南非地松鼠沒有明顯的兩性異形特徵，但雄性的睪丸特別大，約為頭與身體長度的20%，將近高爾夫球的大小。